# استنزبری، استرالیا جنوبی
استنزبری (به انگلیسی: Stansbury) یک شهرک در استرالیا است که در استرالیای جنوبی واقع شده‌است.